# Basiceros militaris
Basiceros militaris är en myrart som först beskrevs av Weber 1950.  Basiceros militaris ingår i släktet Basiceros och familjen myror. Inga underarter finns listade.